# Finlande au Concours Eurovision de la chanson 1969
La Finlande a participé au Concours Eurovision de la chanson 1969 le 29 mars à Madrid, en Espagne. C'est la 9e participation de la Finlande au Concours Eurovision de la chanson.
Le pays est représenté par le duo Jarkko ja Laura et la chanson Kuin silloin ennen, sélectionnées par YLE au moyen d'une finale nationale.

## Sélection

### Euroviisut 1969
Le radiodiffuseur finlandais Yleisradio (YLE) organise l'édition 1969 de la finale nationale Euroviisut afin de sélectionner l'artiste et la chanson représentant la Finlande au Concours Eurovision de la chanson 1969.
La finale nationale finlandaise, présentée par Tauno Vainio (fi), a lieu le 22 février 1969 aux studios YLE d'Helsinki.

#### Finale
Six chansons ont participé à cette sélection et sont toutes interprétées en finnois, langue officielle de la Finlande.
Lors de cette sélection, c'est la chanson Kuin silloin ennen interprétée par Jarkko ja Laura qui fut choisie. Le chef d'orchestre sélectionné pour la Finlande à l'Eurovision 1969 est Ossi Runne (en).

## À l'Eurovision
Chaque pays a un jury de dix personnes. Chaque juré attribue un point à sa chanson préférée.

### Points attribués par la Finlande
| 3 points | Irlande Suède      |
| 2 points | Suisse             |
| 1 point  | Italie Royaume-Uni |

### Points attribués à la Finlande
| 10 points | 9 points | 8 points | 7 points | 6 points                                                          |
| --------- | -------- | -------- | -------- | ----------------------------------------------------------------- |
|           |          |          |          |                                                                   |
| 5 points  | 4 points | 3 points | 2 points | 1 point                                                           |
|           |          |          |          | - Allemagne - Espagne - Irlande - Luxembourg - Norvège - Pays-Bas |

Jarkko a Laura interprètent Kuin silloin ennen en seizième position lors de la soirée du concours, suivant le Portugal.
Au terme du vote final, la Finlande termine 12e sur les 16 pays participants, ayant reçu 6 points,.